# Liste der Stolpersteine in Fröndenberg
Die Liste der Stolpersteine in Fröndenberg enthält alle Stolpersteine, die im Rahmen des gleichnamigen Projekts von Gunter Demnig in Fröndenberg/Ruhr verlegt wurden. Mit ihnen soll an Opfer des Nationalsozialismus erinnert werden, die in Fröndenberg lebten und wirkten.

## Verlegte Stolpersteine
| Adresse                                   | Ortsteil    | Verlege- datum | Person, Inschrift                                                                                            | Bild | Anmerkung                                                                                 |
| ----------------------------------------- | ----------- | -------------- | --- | --- | ----------------------------------------------------------------------------------------- |
| Hauptstraße 101 ·                         | Dellwig     | 8. Dez. 2009   | Hier wohnte Arthur Cohen Jg. 1908 ....                                                                       | Bild gesucht Die Wikipedia wünscht sich an dieser Stelle ein Bild vom hier behandelten Ort. Weitere Infos zum Motiv findest du vielleicht auf der Diskussionsseite . Falls du dabei helfen möchtest, erklärt die Anleitung , wie das geht. BW | verhaftet 1940 KZ Dachau KZ Sachsenhausen ermordet 25. März 1942 KZ Groß-Rosen            |
| Hauptstraße 101 ·                         | Dellwig     | 8. Dez. 2009   | Hier wohnte Erna-Rosa Cohen Jg. 1910 ~ deportiert 1942 Auschwitz ermordet 30.9.1942                          | Bild gesucht Die Wikipedia wünscht sich an dieser Stelle ein Bild vom hier behandelten Ort. Weitere Infos zum Motiv findest du vielleicht auf der Diskussionsseite . Falls du dabei helfen möchtest, erklärt die Anleitung , wie das geht. BW |                                                                                           |
| Hauptstraße 101 ·                         | Dellwig     | 8. Dez. 2009   | Hier wohnte Henriette 'Jettchen' Cohen geb. Blumenthal Jg. 1875 deportiert 1942 Theresienstadt ermordet      | Bild gesucht Die Wikipedia wünscht sich an dieser Stelle ein Bild vom hier behandelten Ort. Weitere Infos zum Motiv findest du vielleicht auf der Diskussionsseite . Falls du dabei helfen möchtest, erklärt die Anleitung , wie das geht. BW | Die 3 Steine liegen inzwischen versteckt auf Privatgrund                                  |
| Himmelmannplatz · Im Stift 10 ·           | Fröndenberg | 17. Nov. 2007  | Hier wohnte Herz Neufeld Jg. 1861 deportiert 1942 Theresienstadt tot 7.10.1942                               | Stolperstein für Herz Neufeld |                                                                                           |
| Himmelmannplatz · Im Stift 10 ·           | Fröndenberg | 17. Nov. 2007  | Hier wohnte Berta Neufeld geb. Steeg Jg. 1861 deportiert 1942 Theresienstadt tot 7.10.1942                   | Stolperstein für Berta Neufeld geb. Steeg | Berta wurde 1862 geboren und starb 1940 Sie hatte 9 Kinder von denen 3 sehr früh starben. |
| Himmelmannplatz · Im Stift 10 ·           | Fröndenberg | 17. Nov. 2007  | Hier wohnte Johanna Neufeld geb. Rhein Jg. 1908 deportiert 1942 Richtung Osten ???                           | Stolperstein für Johanna Neufeld geb. Rhein |                                                                                           |
| Himmelmannplatz · Im Stift 10 ·           | Fröndenberg | 17. Nov. 2007  | Hier wohnte Paul Neufeld Jg. 1901 deportiert 1942 Richtung Osten ???                                         | Stolperstein für Paul Neufeld |                                                                                           |
| Himmelmannplatz · Im Stift 10 ·           | Fröndenberg | 17. Nov. 2007  | Hier wohnte Alfred Neufeld Jg. 1933 deportiert 1942 Theresienstadt ermordet 1944 in Auschwitz                | Stolperstein für Alfred Neufeld |                                                                                           |
| Himmelmannplatz · Im Stift 10 ·           | Fröndenberg | 17. Nov. 2007  | Hier wohnte Dorit Neufeld Jg. 1861 deportiert 1942 Theresienstadt ermordet 1944 in Auschwitz                 | Stolperstein für Dorit Neufeld |                                                                                           |
| Himmelmannplatz · Im Stift 10 ·           | Fröndenberg | 17. Nov. 2007  | Hier wohnte Johanna Neufeld geb. Heine Jg. 1892 deportiert 1942 Theresienstadt ermordet 1944 in Auschwitz    | Stolperstein für Johanna Neufeld geb. Heine |                                                                                           |
| Himmelmannplatz · Im Stift 10 ·           | Fröndenberg | 17. Nov. 2007  | Hier wohnte Hugo Neufeld Jg. 1892 deportiert 1942 Richtung Osten ermordet                                    | Stolperstein für Hugo Neufeld |                                                                                           |
| Himmelmannplatz · Im Stift 10 ·           | Fröndenberg | 17. Nov. 2007  | Hier wohnte Nathalie Neufeld Jg. 1895 deportiert 1942 Richtung Osten ermordet                                | Stolperstein für Nathalie Neufeld |                                                                                           |
| Himmelmannplatz · Im Stift 10 ·           | Fröndenberg | 17. Nov. 2007  | Hier wohnte Betty Neufeld Jg. 1890 deportiert 1942 ermordet in Auschwitz                                     | Stolperstein für Betty Neufeld |                                                                                           |
| Himmelmannplatz · Im Stift 10 ·           | Fröndenberg | 17. Nov. 2007  | Hier wohnte Nathan Neufeld Jg. 1887 Flucht 1938 Holland deportiert aus Westerbork ermordet 1943 in Auschwitz | Stolperstein für Nathan Neufeld |                                                                                           |
| Kirchplatz 1 ·                            | Fröndenberg | 21. Okt. 2008  | Hier wohnte Johanna Himmelstern geb. Bernstein Jg. 1861 deportiert 1941 Ravensbrück ermordet 11.3.1942       | Stolperstein für Johanna Himmelstern geb. Bernstein |                                                                                           |
| Kirchplatz 1 ·                            | Fröndenberg | 21. Okt. 2008  | Hier wohnte Else Bernstein Jg. 1895 deportiert 1942 Zamosc ermordet                                          | Stolperstein für Else Bernstein |                                                                                           |
| Kirchplatz 1 ·                            | Fröndenberg | 21. Okt. 2008  | Hier wohnte Helene Simons geb. Bernstein Jg. 1892 deportiert 1941 ermordet im Ghetto Lodz                    | Stolperstein für Helene Simons geb. Bernstein |                                                                                           |
| Kirchplatz 1 ·                            | Fröndenberg | 21. Okt. 2008  | Hier wohnte Rosa Bernstein Jg. 1885 deportiert 1942 Zamosc ermordet                                          | Stolperstein für Rosa Bernstein |                                                                                           |
| Kirchplatz 1 ·                            | Fröndenberg | 21. Okt. 2008  | Hier wohnte Jeanette Bernstein geb. Stern Jg. 1861 deportiert 1942 Theresienstadt tot 1.2.1943               | Stolperstein für Jeanette Bernstein geb. Stern |                                                                                           |
| Kirchplatz 4 ·                            | Fröndenberg | 8. Dez. 2009   | Hier wohnte Ilse Eichengrün Jg. 1918 Flucht 1934 Palästina überlebt                                          | Stolperstein für Ilse Eichengrün |                                                                                           |
| Kirchplatz 4 ·                            | Fröndenberg | 8. Dez. 2009   | Hier wohnte Martha Eichengrün geb. Silberberg Jg. 1889 deportiert 1942 Zamosc ermordet                       | Stolperstein für Martha Eichengrün geb. Silberberg |                                                                                           |
| Kirchplatz 4 ·                            | Fröndenberg | 8. Dez. 2009   | Hier wohnte Jacob Eichengrün Jg. 1876 Opfer des Pogroms misshandelt tot an Folgen 7.4.1940                   | Stolperstein für Isaak Eichengrün |                                                                                           |
| Kirchplatz 4 ·                            | Fröndenberg | 8. Dez. 2009   | Hier wohnte Jacob Eichengrün Jg. 1881 deportiert 1942 Theresienstadt tot 17.3.1943                           | Stolperstein für Jacob Eichengrün |                                                                                           |
| Kirchplatz 4 ·                            | Fröndenberg | 8. Dez. 2009   | Hier wohnte Mathilde Mirjam Eichengrün Jg. 1923 Flucht 1934 Palästina überlebt                               | Stolperstein für Mathilde Mirjam Eichengrün |                                                                                           |
| Kirchplatz 4 ·                            | Fröndenberg | 8. Dez. 2009   | Hier wohnte Ludwig Eichengrün Jg. 1919 verhaftet 1938 Sachsenhausen tot 1939 in Friedland/Schlesien          | Stolperstein für Ludwig Eichengrün |                                                                                           |
| Ruhrstraße · Einfahrt Parkplatz Rathaus · | Fröndenberg | 8. Dez. 2009   | Hier wohnte Bertha Neufeld geb. Vyth Jg. 1871 deportiert 1942 Theresienstadt tot 17.1.1943                   | Stolperstein für Bertha Neufeld geb. Vyth |                                                                                           |